# Finsch-császárgalamb
A Finsch-császárgalamb (Ducula finschii) a madarak osztályának galambalakúak (Columbiformes) rendjébe és a galambfélék (Columbidae) családjába tartozó faj.
A magyar név forrással nincs megerősítve, lehet, hogy az angol név tükörfordítása (Finsch's Imperial-pigeon).

## Előfordulása
Pápua Új-Guinea területén honos. Síkvidéki erdők lakója.

## Megjelenése
Testhossza 36 centiméter.